# Jürgenshagen
Jürgenshagen település Németországban, Mecklenburg-Elő-Pomeránia tartományban. Lakosainak száma 1146 fő (2023. december 31.).

## Népesség
A település népességének változása:
| Lakosok száma | 1090 | 1101 | 1120 | 1151 | 1146 |
|               | 2017 | 2019 | 2021 | 2022 | 2023 |